# Cubismo
Cubismo je hrvatski sastav osnovan 1995. Ime su dobili po uspješnici Dizzya Gillespiea "Cu-bi Cu-bop".
Cubismo je najuspješniji sastav u povijesti Porina. Dobitnici su rekordnih 24 Porina, a nominirani preko 40 puta. Njihov album Motivo cubano bio je nominiran u rekordnih 13 kategorija. Za album Junglesalsa osvojili su rekordnih 7 Porina.

## Diskografija

### Studijski albumi
- Cubismo (1997.) 1 Porin
- Alegrate mi pueblo / Radujte se narodi (1999.)
- Motivo cubano (2000.) 5 Porina
- Junglesalsa (2002.) 7 Porina
- Autobus Calypso - (2007.) "1 Porin, sniman od ožujka 2006. do veljače 2007.

### Albumi uživo
- Viva la Havana (1998.) 4 Porina
- A night with CUBISMO - Live in Lisinski (2005.) (videoalbum, u sklopu DVD-a (Amigos DVD Live in Lisinski) za 10. godišnjicu postojanja na kojem se osim koncerta nalaze dokumentarni film i svih 14 spotova koje je grupa izdala) 1 Porin

### Kompilacije
- Lagano, lagano (1996.) 2 Porina (razni izvođači). Dvije pjesme Cubisma: Night in Tunisia i Rosa.[2]
- Amigos (2003.) (kompilacijski album, ali s dvije nove pjesme) 1 Porin (Cubismo i World Stars United)
- VIP Vam predstavlja Cubismo (2007.), objavljen 2. lipnja 2007.
- The Best Of (2010.)

### Singlovi i EP-ovi
- Stiže novo tisućljeće, Klinci s Ribnjaka feat. Cubismo, Matija Dedić (1999.), maxi singl
- Comparsa (2002.), singl
- Geljan Dade, Cubismo i Šaban Bajramović (2003.), singl

## Nagrade po godinama
- 1997.: Najbolja instrumentalna izvedba - "Night In Tunisia"
- 1997.: Najbolja jazz skladba - "Rosa" - Josip Grah
- 1998.: Najbolja instrumentalna izvedba - "Afro Blue"
- 1999.: Najbolja izvedba sastava s vokalom - "Viva La Habana, Suen...S"
- 1999.: Najbolja vokalna suradnja - Viva La Habana - na, na, na" - Josipa Lisac i Cubismo
- 1999.: Najbolja jazz izvedba - "Viva La Habana, St' Thomas" - Cubismo I George Makinto
- 1999.: Najbolji aranžman - "Viva La habana - na, na, na" - Mario Igrec, Josipa Lisac i Cubismo
- 2001.: Najbolji pop album - Motivo Cubano
- 2001.: Najbolja izvedba sastava s vokalom - Motivo Cubano
- 2001.: Najbolja jazz skladba - Sixtus
- 2001.: Najbolje likovno oblikovanje - Motivo Cubano
- 2001.: Najbolji video broj - "Ay Mi Cuba"
- 2001.: Najbolji rock instrumentalist - Hrvoje Rupčić
- 2003.: Najbolji album urbane klupske glazbe - Junglesalsa
- 2003.: Najbolja izvedba sastava s vokalom - Junglesalsa
- 2003.: Najbolja jazz skladba - Mario Igrec
- 2003.: Najbolji aranžman - "Junglesalsa" - Hrvoje Rupčić i Zvonimir Dusper
- 2003.: Produkcija godine - Junglesalsa - Krešimir Tomec i Hrvoje Rupčić
- 2003.: Najbolja snimka albuma - Junglesalsa - Miro Vidović i Miroslav Lesić
- 2003.: Najbolje likovno oblikovanje - Junglesalsa - Dubravka Zglavnik Horvat
- 2003.: Najbolji album urbane klupske glazbe - "Junglesalsa"
- 2004.: Najbolji aranžman - "Geljan dade" - Hrvoje Rupčić, Mario Igrec, Davor Križić, Günther Bruck, Krešimir Tomec, Nenad Grahovac
- 2006.: Najbolji video program - A night with cubismo (Live in Lisinski)
- 2008.: Najbolji album urbane klupske glazbe - Autobus Calypso
- 2008.: Najbolja vokalna suradnja - Cubismo, Oliver Dragojević – skladba: "Picaferaj"
- 2011.: nominirani za Najbolji kompilacijski album - The Best of, urednik izdanja Hrvoje Rupčić